# Trith-Saint-Léger

Trith-Saint-Léger este o comună în departamentul Nord, Franța. În 1 ianuarie 2022 avea o populație de 6.062 de locuitori.